# John McDowell (Bischof)

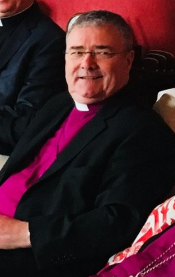
John McDowell

Francis John McDowell (* 1956 in Belfast) ist ein irischer  anglikanischer Theologe, Erzbischof und Primas der Church of Ireland.

## Leben
McDowell studierte an der Queen’s University Belfast, an der London School of Economics und am Trinity College Dublin. 1996 wurde er zum Priester ordiniert. Von 1993 bis 1996 war er als Dean of Cork tätig. Am 30. Mai 2011 wurde er zum Bischof von Clogher berufen und am 23. September desselben Jahres in der St. Macartin’s Cathedral in Enniskillen geweiht.
McDowell wurde 2020 zum Erzbischof von Armagh und Primas von ganz Irland gewählt und trat sein Amt am 28. April desselben Jahres an. Am 14. September 2021 wurde er während eines Gottesdienstes in der St. Patrick’s Cathedral in Armagh in das Amt eingeführt.